# جواز سفر هولندي
تصدر جوازات السفر الهولندية لمواطني مملكة هولندا لغرض السفر الدولي. يعتبر جواز سفر أيضا وسيلة لتحديد الهوية كما هو مطلوب بموجب القانون الهولندي منذ 1 يناير 2005 لجميع الأشخاص فوق سن الرابعة عشرة. جوازات السفر الهولندية صالحة لمدة عشر سنوات من تاريخ إصدار. جواز السفر يتوافق مع قواعد (الاتحاد الأوروبي 2252/04) جوازات سفر الاتحاد الأوروبي. منذ 26 أغسطس 2006 تصدر جميع جوازات السفر كجوازات سفر إلكترونية. كل مواطن هولندي هو أيضا مواطن في الاتحاد الأوروبي. جواز السفر الهولندي يسمح بحرية التنقل والإقامة في أي دولة من دول الاتحاد الأوروبي، والدول الأخرى في المنطقة الاقتصادية الأوروبية، وكذلك سويسرا.

## الأنواع

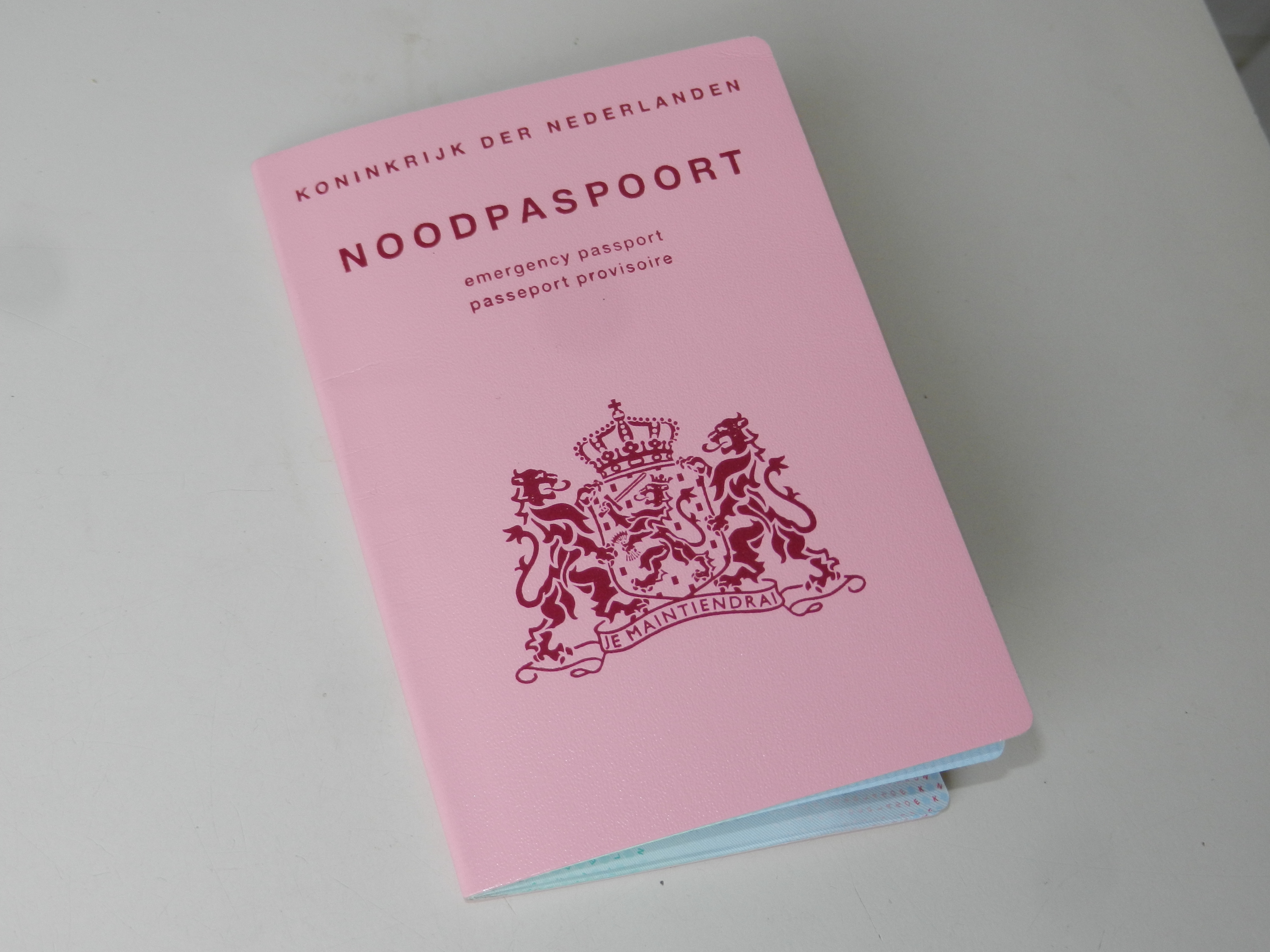
جواز سفر هولندي طارئ

- جواز سفر هولندي طارئجواز سفر عادي (بالهولندية: Nationaal paspoort) يصدر لقضاء العطلات والسفر التجاري ولإثبات الهوية التي يتطلبها القانون الهولندي. جواز السفر يحتوي على 34 صفحة وهو صالحة لمدة عشر سنوات من تاريخ الإصدار.[7]
- جواز السفر الثاني (بالهولندية: Tweede paspoort) يصدر لأغراض تجارية فقط للمواطنين الذين يسافرون بشكل متكرر ويعانون من مشاكل عند دخول البلدان بسبب التأشيرة أو لأن جواز السفر العادي في طور الحصول على تأشيرة أخرى من قبل أجنبي السفارة. جواز السفر ساري المفعول لمدة عامين من تاريخ الإصدار.[8]
- جواز السفر التجاري (بالهولندية: Zakenpaspoort) يصدر مع صفحات إضافية يمكن استخدامها للحصول على تأشيرة. جواز السفر يحتوي على 66 صفحة وهو صالح لمدة عشر سنوات من تاريخ الإصدار.[9]
- جواز سفر دبلوماسي (بالهولندية: Diplomatiek paspoort) يصدر للأشخاص الذين يمثلون الحكومة الهولندية في الأعمال الرسمية ويقدم الحصانة الدبلوماسية على النحو المحدد في اتفاقية فيينا للعلاقات الدبلوماسية. جواز السفر يحتوي على 66 صفحة.[10]
- جواز سفر الخدمة (بالهولندية: Dienstpaspoort) يصدر للأشخاص الذين يمثلون الحكومة الهولندية في الأعمال الرسمية ولكن دون تقديم حصانة دبلوماسية. جواز السفر يحتوي على 66 صفحة.[11]
- جواز سفر طارئ (غلاف وردي) (بالهولندية: Noodpaspoort) يصدر إما عن طريق الشرطة العسكرية الملكية الهولندية أو مبعوث هولندي بالخارج للمواطنين الهولنديين غير القادرين على الحصول على جواز سفر في الوقت المناسب للسفر.[12]
- جواز سفر أجنبي (غلاف أخضر) (بالهولندية: Vreemdelingenpaspoort) يصدر للمقيمين الأجانب في هولندا غير القادرين على الحصول على جواز سفر من حكومتهم.[13]
- ليسيه باسيه (الغلاف الأزرق) وثيقة سفر طارئة مكونة من 8 صفحات تحتوي على معلومات مكتوبة بخط اليد.[14]

## متطلبات التأشيرة
اعتبارًا من 18 يناير 2022 كان المواطنون الهولنديون يتمتعون بدخول 188 دولة وإقليم بدون تأشيرة أو تأشيرة عند الوصول، مما أدى إلى تصنيف جواز السفر الهولندي في المرتبة الرابعة من حيث حرية السفر وفقًا مؤشر هينلي لجوازات السفر.

## المعرض

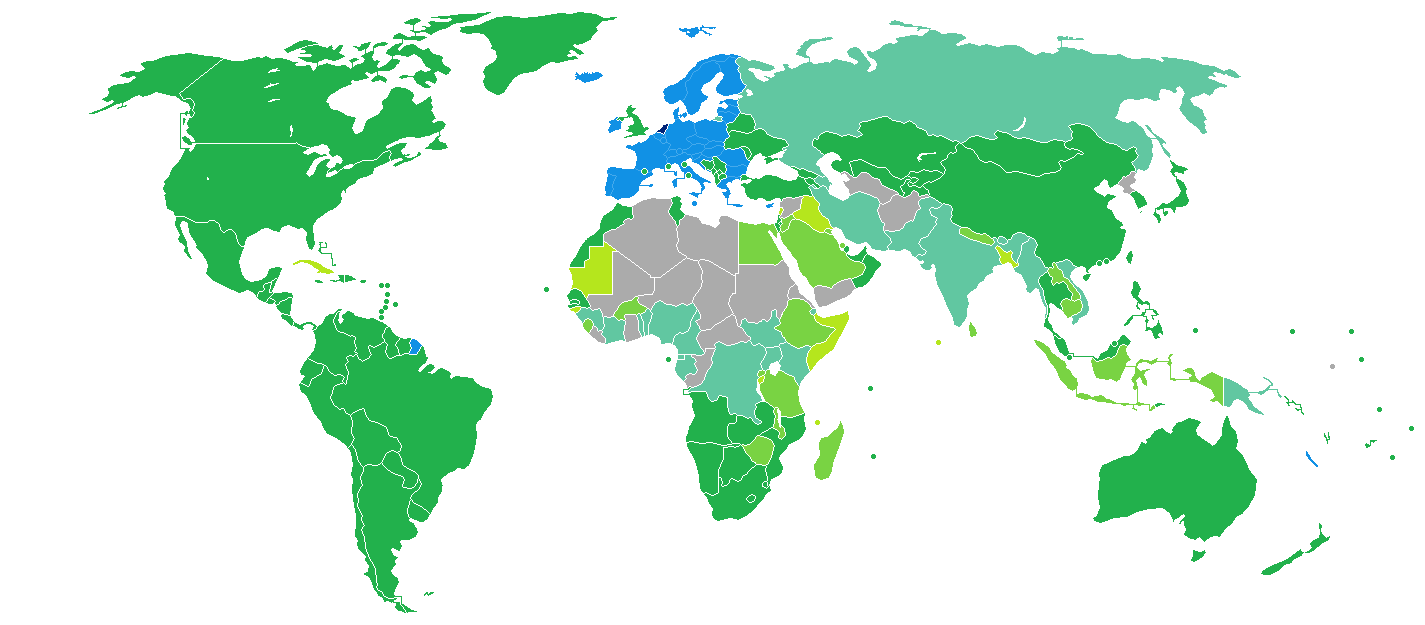
البلدان والأقاليم التي لا تفرض تأشيرة أو تطلب تأشيرة دخول عند الوصول للجهة، لحاملي جوازات السفر الهولندية العادية.

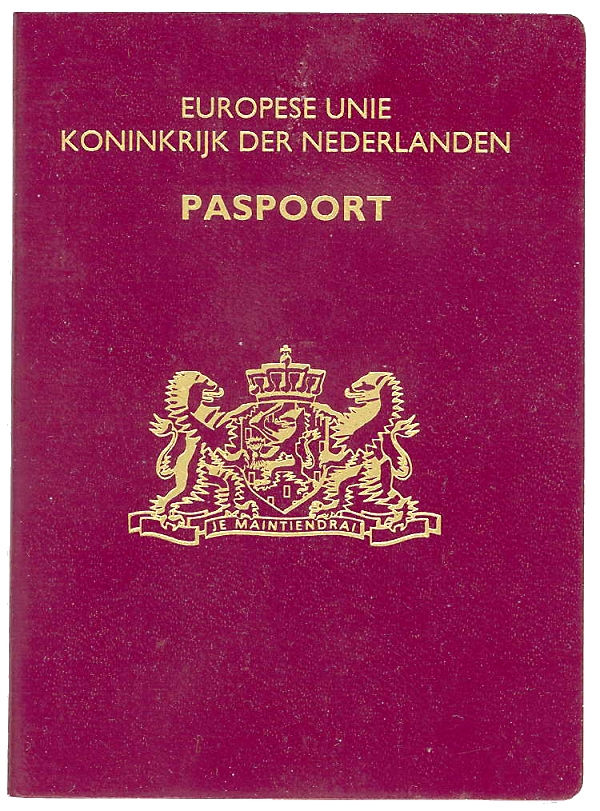
غلاف جواز السفر الهولندي عام 2006
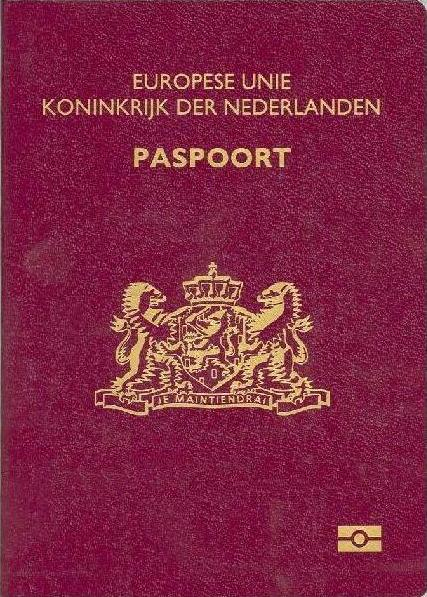
جواز السفر الإلكتروني الهولندي عام 2006
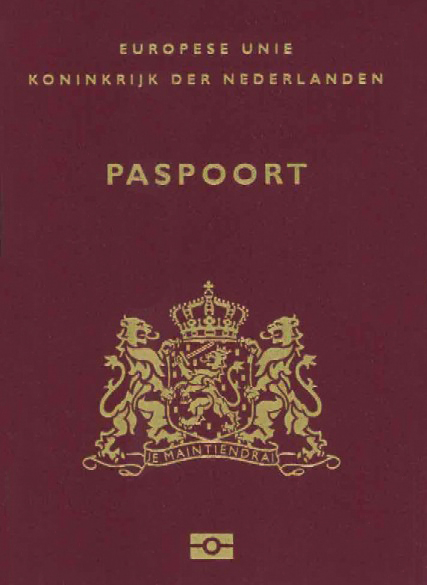
جواز السفر الهولندي 2011